# Lene Maimu
Lene Maimu (født 24. juli 1944 på Frederiksberg) er en dansk skuespillerinde.
Uddannet balletdanserinde.
Afsluttede sin skuespilleruddannelse på Det kongelige Teaters Elevskole i 1966.
Har også studeret i Rom.
Sammen med sin mand – skuespilleren Hans Christian Ægidius – har hun stået bag en lang række sommerrevyer samt optrådt både på Fiolteatret, Dansk Skolescene og Gladsaxe Teater.
Fra tv huskes hun måske bedst fra julekalenderen Jul i Gammelby. Hun har også medvirket i afsnit af Huset på Christianshavn og Krøniken.

## Film
- Man sku' være noget ved musikken (1972) – Annie
- Mor, jeg har patienter (1972) – Deltager i tv-diskussion
- Den kyske levemand (1974) – Ria Ray
- Mafiaen, det er osse mig (1974) – Sygeplejerske
- Ta' det som en mand, frue (1975) – Demonstratør af skønhedsmiddel
- Elvis Hansen, en samfundshjælper (1988) – Meta
- Casanova (1990) – Engelsk Dame
- Kun en pige (1995) – Tante Karen
- Anja og Viktor - brændende kærlighed (2007) – Ældre dame

## Ekstern henvisning
- Lene Maimu på Internet Movie Database (engelsk)
- Lene Maimu på Filmdatabasen
- Lene Maimu på danskefilm.dk
- Lene Maimu på danskfilmogtv.dk
- Lene Maimu på Scope
- Lene Maimu på Svensk Filmdatabas (svensk)
- Lene Maimu på AlloCiné (fransk)
- Lene Maimu på The Movie Database (engelsk)

|  | Artiklen om skuespilleren Lene Maimu kan blive bedre, hvis der indsættes et (bedre) billede. Du kan hjælpe ved at uploade et godt billede til Wikimedia Commons iht. de tilladte licenser og indsætte det i artiklen. Eller du kan søge efter eksisterende filer på Wikimedia Commons eller på Flickr - fx med værktøjet Free Image Search Tool. |